# Stepped Lake
Stepped Lake är en sjö i Antarktis. Den ligger i Östantarktis. Australien gör anspråk på området. Stepped Lake ligger 3 meter över havet. Den ligger vid sjöarna  Tuanjie Hu Xiaotian Chi och Daming Hu.
I övrigt finns följande vid Stepped Lake:
- Dongpo Shitan (en strand)
- Dongtaiping Shan (en kulle)
- Fuhu Ling (en bergstopp)
- Nanxingan Ling (en bergstopp)
- Tuanjie Hu (en sjö)